# Bryony Worthington
Pour les articles homonymes, voir Worthington.
Bryony Katherine Worthington, baronne Worthington, (née le 19 septembre 1971),, est une militante écologiste britannique et pair à vie à la Chambre des lords. Elle défend le changement d'attitude envers l'environnement et les actions pour lutter contre le changement climatique. En 2008, elle fonde Sandbag, un Organisme sans but lucratif conçu pour sensibiliser le public au Marché des droits à polluer.

## Biographie
Worthington est née et grandit au Pays de Galles. Elle fréquente le Queens' College, Cambridge où elle étudie la littérature anglaise. Après avoir obtenu son diplôme, elle rejoint Operation Raleigh comme collecteur de fonds. Au milieu des années 1990, elle travaille pour une organisation caritative environnementale et, en 2000, elle travaille pour Les Amis de la Terre comme militante contre le changement climatique. Elle travaille ensuite pour le ministère de l'Environnement, de l'Alimentation et des Affaires rurales, mettant en œuvre des campagnes de sensibilisation du public et aide à rédiger le projet de loi sur le changement climatique, avant de devenir responsable des relations gouvernementales pour la société d'énergie Scottish and Southern Energy. Elle part créer Sandbag en 2008.
Elle est créée pair à vie le 31 janvier 2011 avec le titre de baronne Worthington, de Cambridge dans le comté de Cambridgeshire, et siège sur les bancs du parti travailliste, jusqu'à ce qu'elle passe membre non affilié en avril 2017.

## Loi sur les changements climatiques
Worthington est la responsable principale de l'équipe qui rédige la loi britannique sur le changement climatique de 2008. Cette législation oblige le Royaume-Uni à réduire ses émissions de carbone à un niveau inférieur de 80 % à ses émissions de 1990. À l'époque, Worthington travaille avec les Amis de la Terre sur leur campagne Big Ask, mais est détachée auprès du gouvernement pour aider à concevoir la législation.

## Sandbag
Worthington lance Sandbag en 2008 pour sensibiliser le public et améliorer le système d'échange de quotas d'émission (ETS) de l'Union européenne. Initialement, Sandbag offre au public un moyen de lutter contre le changement climatique, leur permettant d'acheter des permis ETS et de les annuler, ce qui signifie que les entreprises européennes couvertes par l'ETS devraient émettre moins de gaz à effet de serre. Depuis ce temps, Sandbag change et grandit. Avec un mandat général de « défendre contre le risque climatique », Sandbag se concentre désormais sur la recherche et la suggestion d'améliorations à l'ETS, sur la manière de supprimer progressivement les centrales électriques au charbon en Europe et sur la manière dont les gouvernements et l'UE peuvent travailler pour soutenir le carbone capture et stockage. Worthington dirige Sandbag depuis sa fondation.

## Autres engagements
Worthington est d'abord « passionnément opposée à l'énergie nucléaire », mais en est venue à préconiser l'adoption du thorium comme combustible nucléaire, à la suite du rapport de Manchester 2009, où elle rencontre Kirk Sorensen qui présente des arguments en faveur de l'utilisation du thorium,.
Worthington est mécène et administratrice de la Fondation Alvin Weinberg, une organisation non gouvernementale britannique à but non lucratif destinée à la promotion et au développement de la technologie des réacteurs à sel fondu (MSR),,.
Depuis 2015, Worthington est administratrice de l'UNICEF.
Worthington est directrice exécutive pour l'Europe de l'Environmental Defence Fund entre 2016 et début 2020.